# NGC 562
NGC 562 je galaksija u zviježđu Andromeda.

## Vanjske poveznice
- SEDS: NGC 0562